# Cerro Vicuña Mackenna
Cerro Vicuña Mackenna är ett berg i Chile.   Det ligger i provinsen Provincia de Antofagasta och regionen Región de Antofagasta, i den norra delen av landet, 1 000 km norr om huvudstaden Santiago de Chile. Toppen på Cerro Vicuña Mackenna är 3 095 meter över havet.
Terrängen runt Cerro Vicuña Mackenna är kuperad åt sydväst, men åt nordost är den bergig. Cerro Vicuña Mackenna är den högsta punkten i trakten. Runt Cerro Vicuña Mackenna är det glesbefolkat, med 12 invånare per kvadratkilometer.. Det finns inga samhällen i närheten.
Trakten runt Cerro Vicuña Mackenna är ofruktbar med lite eller ingen växtlighet.